# Rægehaugene
Die Rægehaugene (norwegisch Gravhaugene på Rege oder Høvdinggraver på Rege) bestehen aus zwei irdenen Grabhügeln in Ræge (auch Rege), in der Gemeinde Sola, südlich von Stavanger im Fylke Rogaland in Norwegen. Um 1900 befanden sich dort noch drei große Grabhügel aus der frühen Bronzezeit, von denen zwei erhalten sind.
- Der nördliche Hügel wurde 1960 restauriert. Er hat einen Durchmesser von etwa 20,0 Metern und ist 3,0 Meter hoch.
- Der südliche Hügel befindet sich etwa 50 Meter weiter. Ursprünglich hatte er die gleiche Größe wie der andere, wurde aber durch Überpflügen reduziert.
- Zwischen den beiden Rundhügeln befand sich ein dritter Hügel, der während des Zweiten Weltkrieges zerstört wurde.

## Funde
Im Jahre 1881 entfernte der Gutsbesitzer die Steine und die Erdaufschüttung im zentralen Bereich des Nordhügels und stieß auf zwei große, unversehrte Steinkisten, die nördlich und südlich der Mitte, parallel lagen. Er zerschlug die Seitenwand der nördlichen Kiste, die 2,15 m lang, 0,6 m breit und 1,13 m hoch war, und fand die reichste weibliche Bestattung Norwegens, aus der Bronzezeit.
Die Wände der Kisten bestanden aus kleinen, flachen Platten, während der Boden und das Dach aus je einer großen Steinplatte bestanden. In den westlichen Stein wurden Spiralen, konzentrische Kreise und Schälchen eingeritzt bzw. gepickt. Die Kammer muss fertig gewesen sein, bevor der Hügel aufgeworfen wurde. Beide Kammern wurden restauriert. Sie sind an einem Ende offen, um zu zeigen, wie sie gebaut wurden. Das weibliche Begräbnis von etwa 1400 v. Chr. (auch Rægedronninga – (deutsch „Rægekönigin “) genannt) enthielt zwei Armreife, ein Collier, einen Dolch, einen kleinen und einen großen Tutulus, alle aus Bronze.
Die südliche Kammer wurde zur gleichen Zeit und in der gleichen Weise wie die nördliche Kammer gebaut. Sie enthielt ein Messer, eine Pinzette und ein paar verbrannte Knochen. Sie wurde in die späte Bronzezeit datiert und war vermutlich eine männliche Bestattung von etwa 1200 v. Chr. Die Funde belegen, dass Grabhügel aus der Frühbronzezeit in späteren Epochen für Nachbestattungen genutzt wurden.
Die Größe der Hügel und die wertvollen Grabbeigaben aus dem Frauengrab zeigen, dass die Hügel den Menschen der Oberschicht gewidmet waren. Diese Grabhügel wurden wahrscheinlich über einen Zeitraum von 400 Jahren verwendet. Die Wirtschaftskraft des Gebietes basierte auf guten Bedingungen für Landwirtschaft, guten Häfen und Verbindungen zu den Handelswegen.
Die Funde befinden sich im Archäologischen Museum in Stavanger.
In der Nähe liegen die Domsteinane.